# Friedhof Jonava

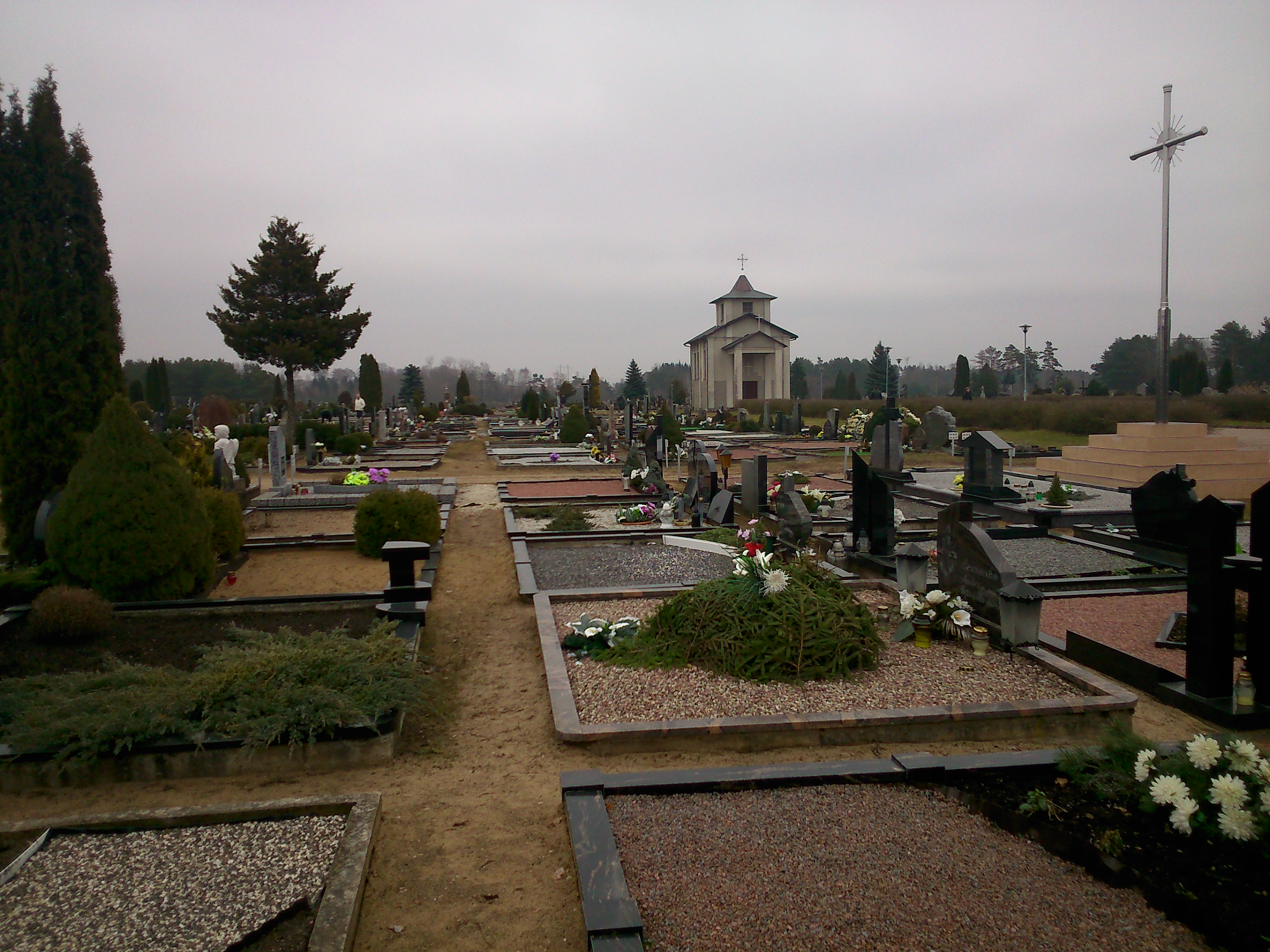
Friedhof

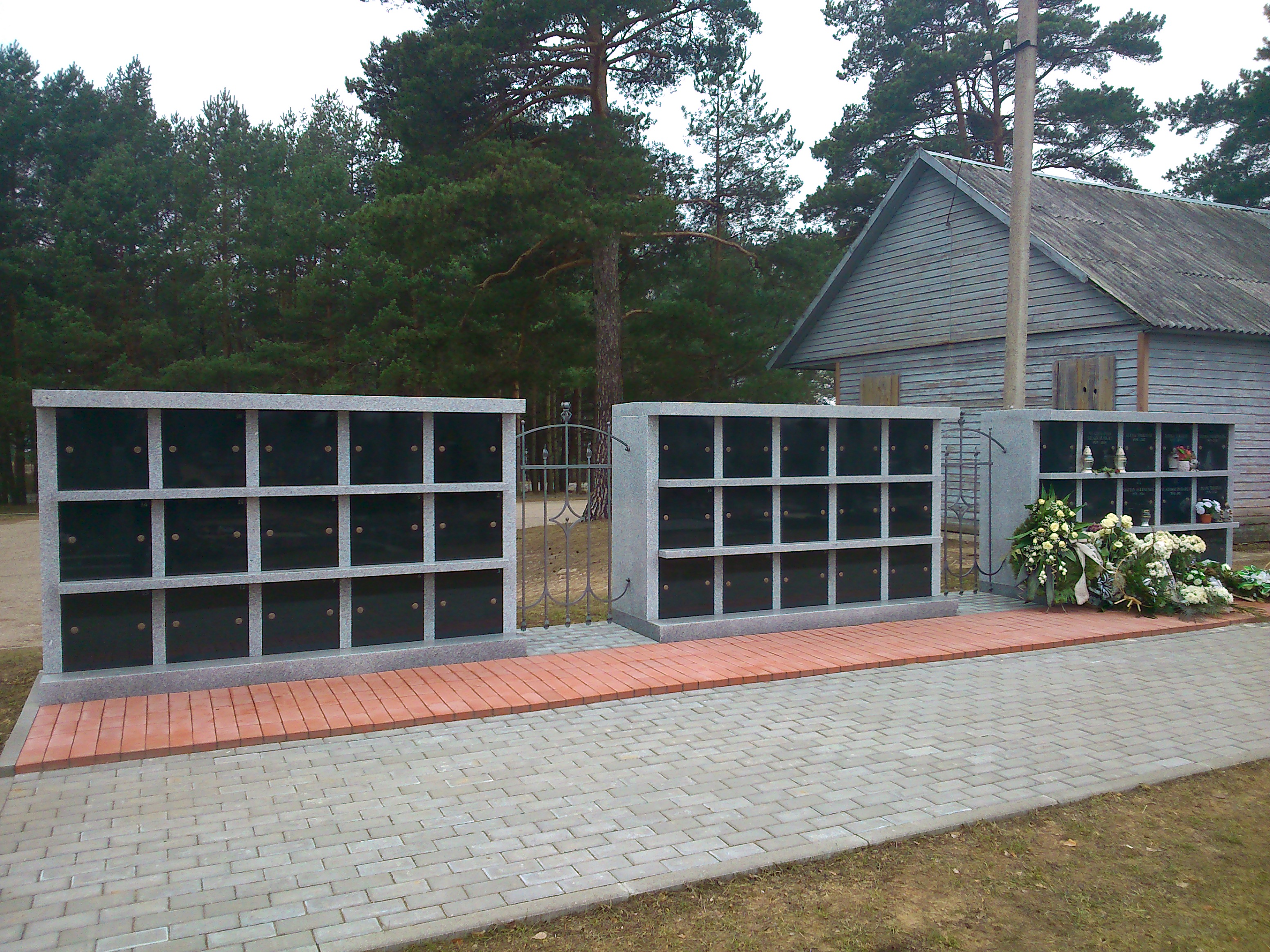
Kolumbarium

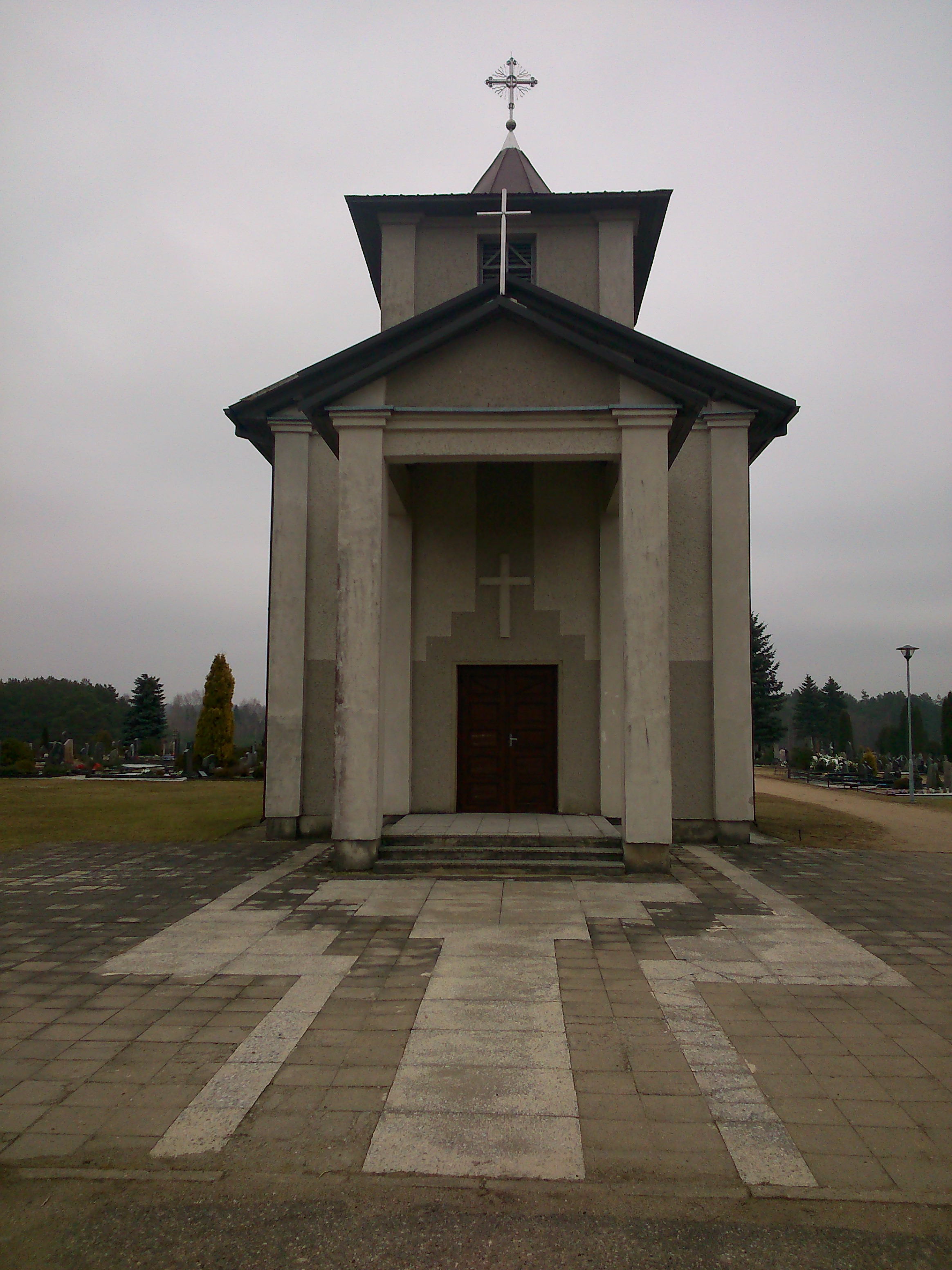
Kapelle

Der Friedhof Jonava (lit. Jonavos kapinės, noch Friedhof Šmatai) ist ein neuer Friedhof der Stadt Jonava, an der Landstraße KK144, Jonava-Šeduva (in Šmatai, Amtsbezirk Kulva, Rajongemeinde Jonava). Am 14. Juni 1992 wurde eine Kapelle eingeweiht. Die Deportiertenkapelle Jonava wurde auf Initiative von der Litauischen Union der politischen Gefangenen und Deportierten gebaut. Architekten waren Vytautas Juraška und Lina Preišiogalavičienė. Autoren mancher Denkmäler sind Skulptor Remigijus Šležas (Skulptur „Engelchen“, italienischer Marmor, Höhe 80 cm, 2004), Holzbildhauerin Janina Listvina-Baltrimavičiūtė (2 Holzkreuze, 1995) und andere.

## Gräber bekannter Persönlichkeiten
- Antanas Romualdas Gudonavičius (1943–2002), Telekommunikationsingenieur, Professor der Technischen Universität Kaunas
- Kęstutis Jakštas (1961–2009), Schuldirektor
- Aidas Labuckas (1968–2013), Schachspieler (IM)